# Guiné-Bissau nos Jogos Paralímpicos
A Guiné-Bissau participou pela primeira vez nos Jogos Paralímpicos em 2012 em Londres, onde enviou dois atletas para competir nos 100 e 400 metros da classe T46 do atletismo.
A Guiné-Bissau nunca participou dos Jogos Paralímpicos de Inverno e nunca ganhou uma medalha paralímpica.

## Resultados
| Nome                | Jogos        | Desporto  | Prova                      | Resultado | Posição                       |
| ------------------- | ------------ | --------- | -------------------------- | --------- | ----------------------------- |
| César Lopes Cardoso | Londres 2012 | Atletismo | 400 metros T46 – masculino | 55,08     | 7.º na 1.ª etapa; não avançou |
| Ussumane Candé      | Londres 2012 | Atletismo | 100 metros T46 – feminino  | 14,87     | 6.ª na 2.ª etapa; não avançou |
| Ussumane Candé      | Londres 2012 | Atletismo | 400 metros T46 – feminino  | Faltou    | Faltou na recta final         |